# Torgilsrudsälven (naturreservat)
Torgilsrudsälven är ett naturreservat i Eda kommun i Värmlands län.
Området är naturskyddat sedan 2016 och är 20 hektar stort. Reservatet omfattar ett avsnitt av älven och dess kringområde och består av brukad granskog med en smal lövbård närmast ån. Älven utgör ett kärnområde för den hotade flodpärlmusslan.  